# 京 (音樂家)
京（1976年2月16日—）是一名日本音乐家、歌手、作词家和诗人。他是搖滾樂團Dir en grey、sukekiyo及Petit Brabancon的主唱和作词人。1995年至1997年，他是搖滾樂團La:Sadie's的成員。在La:Sadie乐队解散后，1997年2月，他成立了Dir En Grey乐队。2013年又成立了摇滚乐队Sukekiyo。2021年又成立了摇滚乐队Petit Brabancon。他設立了一個流行服裝品牌MADARANINGEN。